# Mistrovství světa v silniční cyklistice 2018
Mistrovství světa silniční cyklistice v 2018 se konalo v rakouském Innsbrucku. Byl to 91. ročník mistrovství světa a potřetí se konal v Rakousku.
Mistrovství světa se skládalo celkem z dvanácti soutěží, silničního závodu, časovky družstev a individuálního závodu pro muže a ženy, silničního závodu a individuální časovky pro jezdce a juniory U23. Organizátoři Tour de Suisse byli zodpovědní za provozní organizaci závodů. Závody byly velmi náročné: mužský závod na délce 265 kilometrů se skládal z 9x stoupání s převýšením přibližně 5000 metrů. Kvůli mnoha výjezům a náročnému terénu se někteří sprinteři nezúčastnili mistrovství světa, protože pro sebe neviděli žádnou perspektivu úspěchu.

## Kalendář
Časy jsou uvedeny v místním letním čase UTC+2.
| 23. září             | 10:10          | 12:05          | Týmy ženy      | 54,5 km (33,9 mi)   | 54,5 km (33,9 mi)   |      |      |      |      |
| 23. září             | 14:40          | 17:05          | Týmy muži      | 62,8 km (39,0 mi)   | 62,8 km (39,0 mi)   |      |      |      |      |
| Individuální časovka |                |                |                |                     |                     |      |      |      |      |
| 24. září             | 10:10          | 11:55          | Juniorky       | 20 km (12 mi)       | 20 km (12 mi)       |      |      |      |      |
| 24. září             | 14:40          | 16:50          | Do 23 let muži | 27,8 km (17,3 mi)   | 27,8 km (17,3 mi)   |      |      |      |      |
| 25. září             | 10:10          | 12:40          | Junioři        | 27,8 km (17,3 mi)   | 27,8 km (17,3 mi)   |      |      |      |      |
| 25. září             | 14:40          | 16:50          | Ženy Elite     | 27,8 km (17,3 mi)   | 27,8 km (17,3 mi)   |      |      |      |      |
| 26. září             | 14:10          | 17:10          | Muži Elite     | 52,5 km (32,6 mi)   | 52,5 km (32,6 mi)   |      |      |      |      |
| Silniční závod       | Silniční závod | Silniční závod | Silniční závod | Silniční závod      | kola                | kola | kola | kola | kola |
| 27. září             | 9:10           | 11:15          | Juniorky       | 71,7 km (44,6 mi)   | 1 krátké            |      |      |      |      |
| 27. září             | 14:40          | 18:15          | Junioři        | 132,4 km (82,3 mi)  | 2 krátké            |      |      |      |      |
| 28. září             | 12:10          | 16:50          | Do 23 let muži | 179,9 km (111,8 mi) | 4 krátké            |      |      |      |      |
| 29. září             | 12:10          | 16:45          | Ženy Elite     | 156,2 km (97,1 mi)  | 3 krátké            |      |      |      |      |
| 30. září             | 9:40           | 16:50          | Muži Elite     | 258,5 km (160,6 mi) | 6 krátkých 1 dlouhé |      |      |      |      |

## Medailisté
| Závod          | Zlato | Zlato      | Stříbro | Stříbro     | Bronz | Bronz       |
| -------------- | --- | ---------- | --- | ----------- | --- | ----------- |
| Muži           | |            | |             | |             |
| Silniční závod | Alejandro Valverde (ESP) | 6:46:37    | Romain Bardet (FRA) | + 3 s       | Michael Woods (CAN) | + 3 s       |
| Časovka        | Rohan Dennis (AUS) | 1:03:02,57 | Tom Dumoulin (NED) | + 1:21,09   | Victor Campenaerts (BEL) | ̟+ 1:21,62   |
| časovka týmů   | Quick Step Floors | 1:07:25,94 | Sunweb Team | + 18,46 s   | BMC | + 19,55 s   |
| časovka týmů   | Kasper Asgreen (DEN) Laurens De Plus (BEL) Bob Jungels (LUX) Yves Lampaert (BEL) Maximilian Schachmann (GER) Niki Terpstra (NED) | 1:07:25,94 | Tom Dumoulin (NED) Chad Haga (USA) Wilco Kelderman (NED) Søren Kragh Andersen (DEN) Michael Matthews (AUS) Sam Oomen (NED)                    | + 18,46 s   | Patrick Bevin (NZL) Damiano Caruso (ITA) Rohan Dennis (AUS) Stefan Küng (SUI) Greg Van Avermaet (BEL) Tejay van Garderen (USA)   | + 19,55 s   |
| Muži do 23 let | |            | |             | |             |
| silniční závod | Marc Hirschi (SUI) | 4:24:05,00 | Bjorg Lambrecht (BEL) | + 15s       | Jaakko Hänninen (FIN) | + 15s       |
| časovka        | Mikkel Bjerg (DEN) | 32:31,05   | Brent Van Moer (BEL) | + 33,47 s   | Mathias Norsgaard (DEN) | + 38,30 s   |
| Junioři        | |            | |             | |             |
| silniční závod | Remco Evenepoel (BEL) | 3:03:49    | Marius Mayrhofer (GER) | ̟+ 1:38      | Alessandro Fancellu (ITA) | + 1:38      |
| časovka        | Remco Evenepoel (BEL) | 33:15,24   | Lucas Plapp (AUS) | + 1:23,66 s | Andrea Piccolo (ITA) | + 1:37,62 s |
| Ženy           | |            | |             | |             |
| Silniční závod | Anna van der Breggenová (NED) | 4:11:04    | Amanda Spratt (AUS) | + 3:42      | Tatiana Guderzo (ITA) | + 5:26      |
| Časovka        | Annemiek van Vleutenová (NED) | 34:25,36   | Anna van der Breggenová (NED) | + 28,99     | Ellen van Dijková (NED) | + 1:25,19   |
| časovka týmů   | Canyon-SRAM | 1:01:46,60 | Boels–Dolmans | + 21,90 s   | Team Sunweb | + 28,67 s   |
| časovka týmů   | Alena Amialiusik (BLR) Alice Barnes (GBR) Hannah Barnes (GBR) Elena Cecchini (ITA) Lisa Klein (GER) Trixi Worrack (GER)          | 1:01:46,60 | Chantal Blaaková (NED) Karol-Ann Canuel (CAN) Amalie Dideriksen (DEN) Christine Majerus (LUX) Amy Pieters (NED) Anna van der Breggenová (NED) | + 21,90 s   | Lucinda Brand (NED) Leah Kirchmann (CAN) Liane Lippert (GER) Pernille Mathiesen (DEN) Coryn Rivera (USA) Ellen van Dijková (NED) | + 28,67 s   |
| Juniorky       | |            | |             | |             |
| silniční závod | Laura Stigger (AUT) | 1:56:26    | Marie Le Net (FRA) | tentýž čas  | Simone Boilard (CAN) | tentýž čas  |
| časovka        | Rozemarijn Ammerlaan (NED) | 27:02,95   | Camilla Alessio (ITA) | + 6,80 s    | Elynor Bäckstedt (GBR) | + 17,94 s   |

## Medaile dle národů
| Místo | Země                   | Zlatá medaile | Stříbrná medaile | Bronzová medaile | Total |
| ----- | ---------------------- | ------------- | ---------------- | ---------------- | ----- |
| 1     | Nizozemsko             | 3             | 3                | 2                | 8     |
| 2     | Belgie                 | 3             | 2                | 1                | 6     |
| 3     | Austrálie              | 1             | 2                | 0                | 3     |
| 3     | Německo                | 1             | 2                | 0                | 3     |
| 5     | Dánsko                 | 1             | 0                | 1                | 2     |
| 6     | Rakousko               | 1             | 0                | 0                | 1     |
| 6     | Španělsko              | 1             | 0                | 0                | 1     |
| 6     | Švýcarsko              | 1             | 0                | 0                | 1     |
| 9     | Francie                | 0             | 2                | 0                | 2     |
| 10    | Itálie                 | 0             | 1                | 3                | 4     |
| 11    | Kanada                 | 0             | 0                | 2                | 2     |
| 12    | Finsko                 | 0             | 0                | 1                | 1     |
| 12    | Velká Británie         | 0             | 0                | 1                | 1     |
| 12    | Spojené státy americké | 0             | 0                | 1                | 1     |
| Total | Total                  | 12            | 12               | 12               | 36    |